# مصادر لتاريخية يسوع

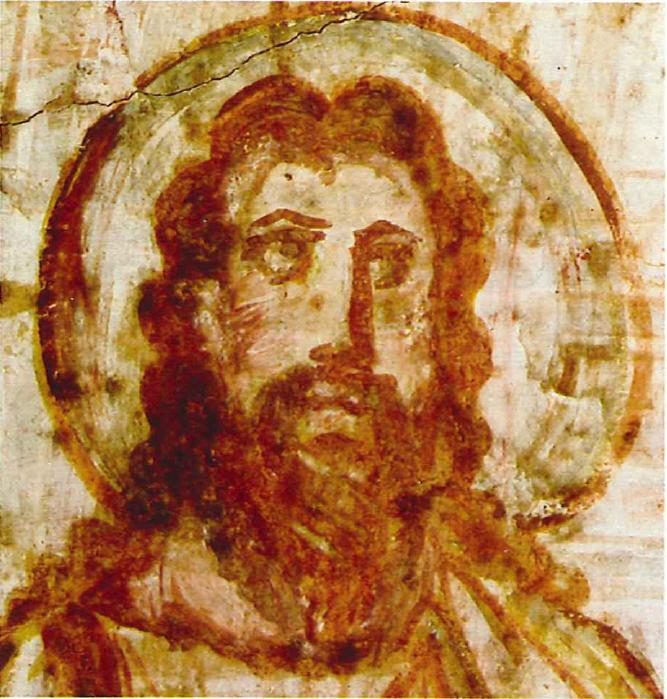
كوموديلا سراديب الموتى يسوع القرن الرابع

تتضمن المصادر المسيحية، مثل أسفار العهد الجديد في الكتاب المقدس المسيحي، قصصًا مفصلة عن يسوع، لكن يختلف علماء الدين حول تاريخ أحداث معينة موصوفة في روايات يسوع الإنجيلية. الحدثان الوحيدان اللذان يخضعان «لموافقة شبه عالمية» هما أن يسوع تعمد على يد يوحنا المعمدان وصلب بأمر من الحاكم الروماني بيلاطس البنطي.
تشمل المصادر غير المسيحية المستخدمة لدراسة وإثبات تاريخ يسوع المصادر اليهودية مثل يوسيفوس والمصادر الرومانية مثل تاسيتس. تُقارن هذه المصادر بالمصادر المسيحية مثل رسائل بولس والأناجيل الإزائية. عادةً ما تكون هذه المصادر مستقلة عن بعضها البعض (مثلًا، لا تعتمد المصادر اليهودية على المصادر الرومانية)، وتستخدم أوجه التشابه والاختلاف بينهما في عملية التوثيق.
في مراجعة لحالة البحث، صرحت العالمة اليهودية إيمي جيل ليفين أنه «لا توجد صورة واحدة ليسوع أقنعت جميع أو حتى معظم العلماء» وأن جميع صور يسوع تخضع للنقد من قبل مجموعة منهم.

## مصادر غير مسيحية